# Kleine grijze slangenarend
De kleine grijze slangenarend (Circaetus cinerascens) is een vogel uit de familie van havikachtigen (Accipitridae).

## Kenmerken
De vogel is gemiddeld 60 cm lang en weegt 1,1 kg, de spanwijdte is 1,14 m. Het is een vogel die een 'gezette" indruk maakt. Hij onderscheidt zich van de grijze slangenarend door een lichte streep dwars over de betrekkelijk korte staart en de grote hoeveelheid oranje geel aan de snavelbasis. De vogel kan ook verward worden met de bruine slangenarend, maar die is veel groter en heeft lichtgrijze poten die bij deze slangenarend geel zijn.

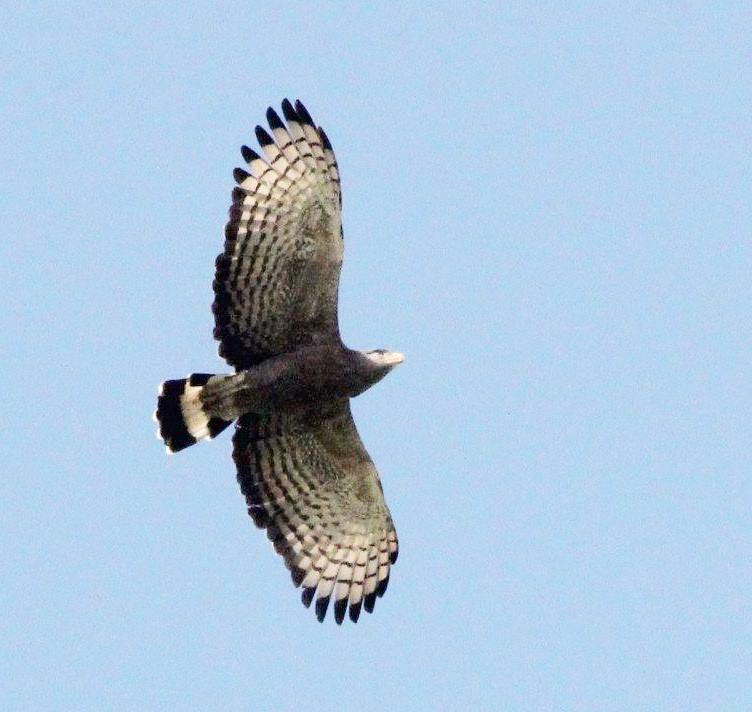
Kleine grijze slangenarend. Foto gemaakt in Angola.

## Verspreiding en leefgebied
Deze soort komt voor van Senegal en Gambia tot westelijk Ethiopië en zuidelijk tot Namibië en Zimbabwe. Het leefgebied bestaat uit open landschappen zoals savanne met verspreid bos en riviergeleidend bos. De vogel mijdt de zone van regenwoud in het Kongogebied. De vogel jaagt vooral op slangen tot ongeveer 75 cm lengte, maar ook op andere reptielen, schildpadden en knaagdieren.

## Status
De kleine grijze slangenarend heeft een groot verspreidingsgebied en daardoor is de kans op de status kwetsbaar (voor uitsterven) gering. De grootte van de populatie wordt ruw geschat tussen de 10.000 en 100.000 (waarschijnlijk dichter bij de ondergrens). De soort gaat in aantal achteruit. Echter, het tempo ligt onder de 30% in tien jaar (minder dan 3,5% per jaar). Om deze redenen staat deze slangenarend als niet bedreigd op de Rode Lijst van de IUCN.